# Ausländerpolitik
Die Ausländerpolitik zielt darauf ab, die rechtliche, politische und soziale Stellung von Ausländern einschließlich Staatenloser in dem Staat, in dem sie leben, verbindlich zu regeln. Die rechtliche Stellung regelt das Ausländerrecht. Der Begriff umfasst sowohl die entsprechenden Institutionen als auch politische Bestrebungen und Willensbildungs- und Entscheidungsprozesse. Die Ausländerpolitik berührt dabei weitere Politikfelder wie die Innenpolitik, die Außenpolitik und die Arbeitsmarktpolitik.

## Entwicklung der EU-Bürgerschaft

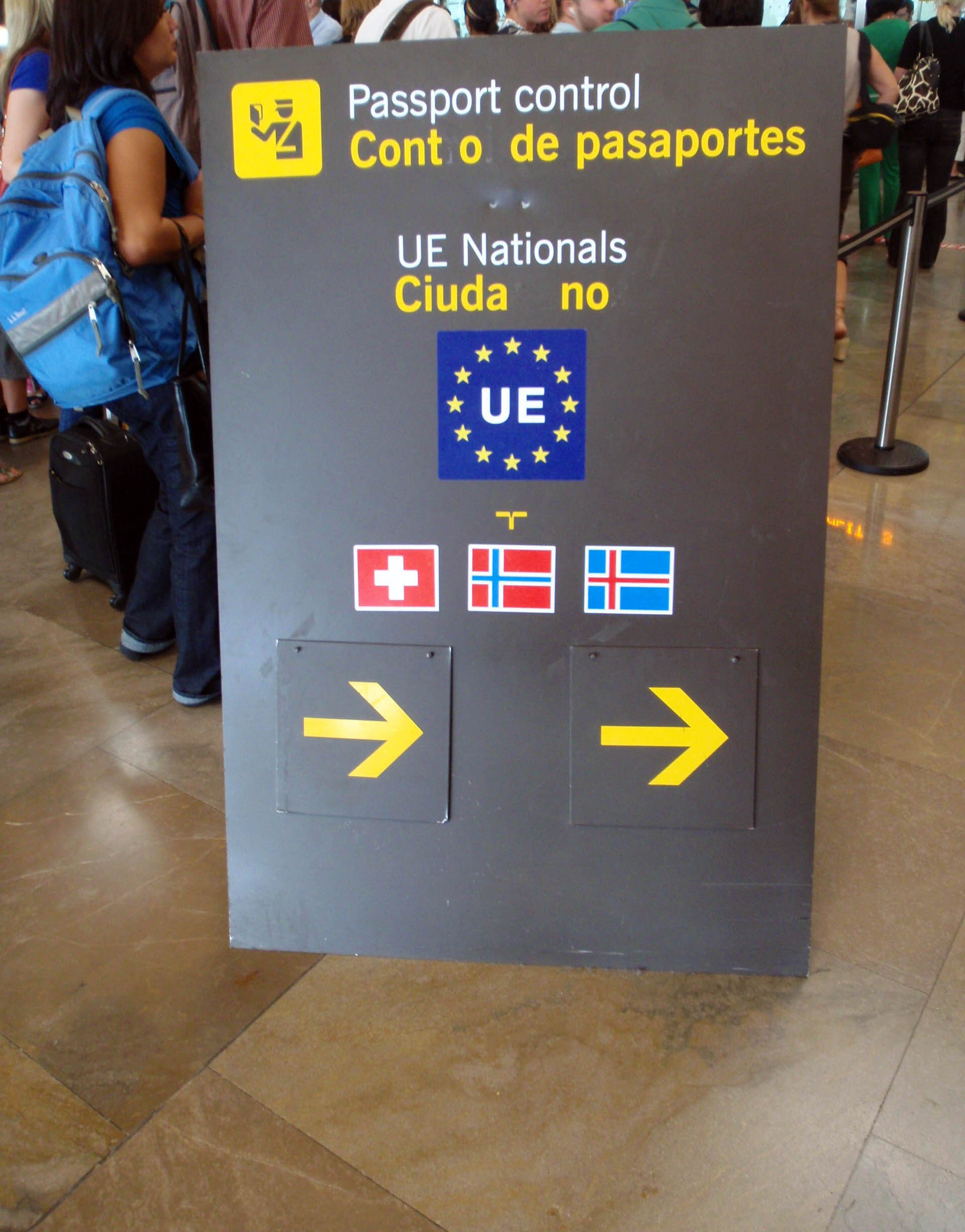
Passkontrolle am Flughafen in Madrid, Juli 2009

Durch den Vertrag von Maastricht wurde im Art. 17 EG-Vertrag die Unionsbürgerschaft eingeführt. Seit 2009 ist die Unionsbürgerschaft im Lissabonvertrag in Art. 20 über die Arbeitsweise der Europäischen Union (AEUV) geregelt. In Deutschland werden nichtdeutsche Unionsbürger umgangssprachlich EU-Ausländer genannt.
EU-Bürger haben das Recht auf Freizügigkeit und freie Wahl des Wohnortes innerhalb der Union sowie auf Familiennachzug von EU-Bürgern oder Drittstaatsangehörigen. Das aktive und passive Wahlrecht steht ihnen bei Kommunal- und Europawahlen am Wohnsitz zu und sie dürfen Petitionen und Beschwerden einreichen. Der konsularische Schutz im Ausland kann von jeder konsularischen Vertretung eines Mitgliedslandes in Anspruch genommen werden.

## Entwicklung der europäischen Migrationspolitik
Die Europäische Union spielt eine immer größere Rolle in den politischen Feldern Integration, Migration und Asylrecht in einem Europa ohne Binnengrenzen. So hat die supranationale EU verschiedene Richtlinien erlassen, vor allem im Bereich der Asylpolitik, die die Mitgliedstaaten verpflichtend in nationales Recht umsetzen müssen. Der Einfluss der Europäischen Union zeigt sich beispielhaft am aktuellen Entwurf für ein Antidiskriminierungsgesetz, welches auf EU-Vorgaben beruht.
Petra Bendel unterscheidet bei der europäischen Migrations- und Asylpolitik drei Phasen:
- 1957–1990: koordinierte Politik der EU-Staaten
- 1990–1999: verstärkte Zusammenarbeit zwischen den EU-Staaten
- 1999–heute: Gemeinsame Migrationspolitik

### Koordinierte Politik
Bis 1990 verfügte die EU über keinerlei migrationspolitischen Kompetenzen. Jeder Staat regelte seine Belange selbst und es gab nur in Bereichen wie Kriminalitätsbekämpfung erste gemeinsame Absprachen. 1989 waren die Mauer gefallen und der 'eiserne Vorhang' hatte sich geöffnet; deshalb gewann 1990 die europäische Migrationspolitik an Gewicht.

### Kooperation der Einzelstaaten
Von 1990 bis 1999 stiegen die Asylantragszahlen und einige europäische Staaten einigten sich auf Kooperation und die Verteilung der Asylbewerber. Es kam zu folgenden Abkommen:
- Schengener Durchführungsübereinkommen
- Dubliner Übereinkommen 1997
- Der Vertrag von Maastricht ist seit 1993 gültig und definiert Asylpolitik als Aufgabe von gemeinsamem Interesse und damit als Gemeinschaftsaufgabe.

### Gemeinsame Politik
Der seit 1999 gültige Vertrag von Amsterdam verlagert die Kompetenzen der einzelnen Mitgliedsstaaten zu Migration und Asyl nach Brüssel.

#### Gesetzgebende Strukturen
Im Zuge dieser Vergemeinschaftung von Asylpolitik, Einwanderungspolitik und Flüchtlingspolitik verabschiedete nun die supranationale Behörde entsprechende gemeinsame und von den Mitgliedstaaten verbindlich umzusetzende Richtlinien.
Damit einher ging die Ausstattung des Europäischen Parlaments mit mehr gesetzgeberischer Macht. Die Europäische Kommission kann Gesetzesvorhaben von höherer Bedeutung anstoßen.
Diese bedürfen wiederum der Zustimmung des Rates der Europäischen Union (siehe auch Richtlinie (EU), Verordnung (EU), Rechtsetzung der Europäischen Union).

## Entwicklung der deutschen Ausländerpolitik

### Deutsches Reich (1871–1918)

#### Das preußische Modell
Die preußische Ausländerpolitik zur Wende zum 20. Jahrhundert zeigt deutliche Gemeinsamkeiten hinsichtlich Ausländerbeschäftigung, Staatsräson und Sicherheitspolitik mit der Anwerbepolitik der Bundesrepublik Deutschland in der Gastarbeiterphase. Das Rotationsprinzip erleichterte dem Deutschen Reich den Wandel vom Agrarstaat in einen Industriestaat erheblich und milderte soziale Auswirkungen der Transformation auf die Einheimischen beträchtlich; die Wanderarbeiter federten Härten ab.
Bereits 1885 betrieb die Hohenzollern-Monarchie die Massenausweisung ausländischer Polen aus den Grenzregionen und erließ ein Zuwanderungsverbot. Reichskanzler Bismarck instrumentalisierte zur Konsolidierung seiner rural-konservativen Regierungskoalition die laut diskutierte nationalpolitische Gefahr aus den Ostprovinzen. Die sicherheitspolitische Befürchtung basierte auf der Gefahr eines polnischen Nationalstaates, welchen Polenstämmige aus Preußen, dem zaristischen Russland und aus Österreich-Ungarn etablieren könnten.
Rufe nach Wiederherstellung eines polnischen Gesamtstaates wurden seit 1848 laut. Untergründig wirkten auch Preußens Übernahme Schlesiens im Jahre 1742 und die Einbeziehung der Provinz Posen ins Deutsche Reich trotz erheblicher Proteste von Seiten Polens. Auch die Alvenslebensche Konvention von 1863 zählt zur politischen Vorgeschichte, in der sich Preußen an der Niederschlagung des Januaraufstandes im Russischen Reich beteiligte. Zudem führte Preußen von 1871 bis 1885 einen erbitterten Kampf gegen die katholische Kirche und betrieb energisch die Germanisierung von Schule und Verwaltung.
1873 verfiel der Weltwirtschaftspreis für Getreide. Die Große Depression (= Gründerkrise) begann und damit eine Ost-West-Wanderung. Die Landarbeiter von den ruralen ostelbischen Gütern zogen nach Westdeutschland. Dort lockten im Zuge der Industrialisierung Löhne, die nicht-saisonal waren und attraktiver als in der heimischen Landwirtschaft. In der Folge mangelte es den Großbauern in Ostpreußen an Arbeitskräften.
Die Aussicht auf Arbeit initiierte eine verstärkte Zuwanderung von Polen in die Ostprovinzen. In den betroffenen Gebieten verschoben sich die Verhältnisse innerhalb der Bevölkerung zugunsten der Zuwanderer. 1871 betrug der polnische Bevölkerungsanteil in der Provinz Posen 57,2 Prozent, 1910 60,9 Prozent, wobei der polnische Saldo mit +41,2 Prozent weit über der Zuwachsrate der Deutschen mit +18,9 Prozent lag, trotz der Massenausweisungen 1885.
Preußens Ausländerpolitik sah sich gefordert, zwischen sicherheitspolitischen Sorgen und ökonomischen Interessen abzuwägen. Die Entscheidung fiel auf eine antipolnische, kontrollierte, transnationale und saisonale Anwerbepolitik.
1914 betrug die kontinentale Einwanderung in das Deutsche Reich nach amtlichen Schätzungen 1,2 Millionen Arbeitsmigranten. Acht von zehn dieser Deutschlandgänger waren Preußengänger, welche als Saisonarbeiter in die preußischen Ländereien einwanderten. Die wichtigsten Gruppen kamen aus dem russischen Zentralpolen, in geringerem Umfang aus dem österreichisch-ungarischen Galizien sowie aus Italien. Die italienischen Arbeitsmigranten waren speziell in Ziegeleibetrieben, im Tiefbau, im Bergbau und in der industriellen Produktion tätig, kaum in der Landwirtschaft.
Lediglich in den nach Bergleuten ringenden oberschlesischen Ostgebieten war es den polnisch-russischen Arbeitern erlaubt, im Kohlebau zu arbeiten. Oberschlesiens Bevölkerung bestand 1910 aus 1.169.340 polnischen (53 %), 884.045 deutschen (40 %) und 154.596 zweisprachigen Einwohnern.
Die deutsch-polnischen Bergleute zogen als Ruhrpolen in den Westen in das Ruhrgebiet, woran Preußen sie wegen ihrer Staatsangehörigkeit nicht hindern konnte. Ohne Kohle als Motor der Wirtschaft wäre die Industrialisierung zum Erliegen gekommen.
Die direkten staatlichen Interventionen bewirkten, dass sich das Deutsche Reich im Vorkriegsjahrzehnt nicht vom Auswanderungs- zum Einwanderungsland entwickelte, sondern zum zweitgrößten Arbeitseinfuhrland der Erde nach den USA (Ferenczi).
Die preußische Leutenot war Folge transatlantischer Auswanderung und Abwanderung der Arbeitskräfte in den besser bezahlten Westen und zeigte sich zunächst in den ostelbischen Gutsdistrikten. Die Großbetriebe deckten ihren Bedarf durch Wanderarbeiter jenseits der preußischen Ostgrenzen. Dort fanden sich zahlreiche billige und willige Arbeitskräfte für den Hackfruchtbau mit Rüben und Kartoffeln. Die Arbeitskolonnen bestanden meist aus Frauen, denen ein zweisprachiger männlicher Kolonnenführer vorstand. Die Männer unterdrückten die Untergebenen sowohl in psychophysischer als auch finanzieller Hinsicht mittels der Lohnverwaltung.
Der katastrophale Arbeitskräftemangel in der Landwirtschaft des preußischen Ostens nötigte Berlin seit dem Ende der 1880er Jahre dazu, nach einer Lösung zu suchen, die die ökonomischen Interessen befriedigen sollte, ohne die sicherheitspolitischen zu gefährden. Es ging darum, den nötigen Arbeitskräftezustrom aus dem östlichen Ausland nicht zur Einwanderung geraten zu lassen, sondern in den Bahnen einer transnationalen Saisonwanderung zu halten.
Zu diesem Zwecke etablierte Preußen ab 1890 ein Kontrollsystem zur Steuerung und Überwachung der Arbeitsmigration der polnischen Arbeitskräfte.
Die steigende Nachfrage in den östlichen Zonen führte zu einem harten Konkurrenzkampf zwischen den einzelnen Anwerbern. Diesen verschärften Anwerber aus Übersee, welche ebenso am Markt agierten. Dies wiederum führte zu Unstimmigkeiten mit Moskau und Warschau, welche sich die Manipulation des heimischen Arbeitsmarktes verbaten, da die Löhne in der Landwirtschaft wegen schwindenenden Arbeitsplatzangebots stiegen. Im Gegenzug sah sich Berlin genötigt, die Anwerbeverfahren der in der Hauptsache polnischen Frauen transparenter zu gestalten. Ein wesentlicher Schritt war 1907 die Übertragung des Anwerbemonopols auf die Preußische Feldarbeiterzentrale.
Die Leitung des Rotationsverfahrens übernahm ab 1907 die Preußische Feldarbeiterzentrale, aus welcher später die Deutsche Arbeiterzentrale hervorging. Preußen übertrug der halbamtlichen Behörde das Zulassungsmonopol zunächst über die auslandspolnischen Zuwanderer. Bis zum Ersten Weltkrieg erhielt die Zentrale das Legitimationsmonopol wegen der Führung geeigneter Statistiken über alle ausländischen Arbeitskräfte, wobei wegen der nichtpolnischen Anteile keine Restriktionen gefordert wurden. Entlang der Ostgrenze kontrollierten 141 Filialen der Feldarbeiter-Zentralstelle den Einreiseverkehr. 1913 waren allein 39 Grenzämter mit ihren Barackenlagern dazu in der Lage, täglich bis zu 10.000 Menschen aufzunehmen. Einlass fanden nur Saisonarbeiter mit festem Arbeitsvertrag und Arbeitgeber. Die Nachweise berechtigten zum gebührenpflichtigen Erwerb einer Legitimationskarte als Aufenthaltstitel auf dem Territorium des Deutschen Reiches. Die Karten waren farblich sortiert, – Niederländer und Belgier erhielten blaue, Polen rote und Ruthenen gelbe Einwanderungserlaubnisse.
Die mit amtlichen Funktionen ausgestattete Privatfirma finanzierte sich selbst über Gebühren für die Legitimationskarten, für die sie das Monopol hatte.
Berlins Ausländerpolitik zu polnischen Arbeitern stützte sich auf den ab 1909 gesetzlich verankerten Inlandslegitimierungszwang und den für die Polen geltenden Zwang zur Rückkehr während der Sperrfrist (Karenzzeit) im Winter als flankierende Maßnahme zum Rotationsverfahren.
Der Legitimationszwang stand für rigide Ausländerkontrollen und temporäre, nur für die aktuelle Saison gültige Genehmigungen für Aufenthalt und Arbeit in Preußen außerhalb der Sperrzeit vom 20. Dezember bis zum 1. Februar. Während dieses Zeitraums erfolgte keine Duldung polnischnationaler oder russischstaatlicher Ausländer im preußischen Binnenraum. Um die Betroffenen daran zu hindern, in andere Teilstaaten Deutschlands auszuweichen, versuchte Preußen erfolglos, diese zur Unterstützung der Zwangsrotation im ganzen Deutschen Reich zu bewegen. Teilweise entzogen sich die Wanderarbeiter auch mithilfe deutscher Arbeitgeber durch unerlaubte Beschäftigungen.
Für besonders qualifizierte Einwanderer im nichtlandwirtschaftlichen Bereich mit gesicherten Lohnverhältnissen galt die Regelung nicht.
Das Rotationsprinzip hielt die länderübergreifende Wanderung im Gange und gleichzeitig schränkten die nötigen Legitimationskarten die Bewegungsfreiheit der Wanderarbeiter erheblich ein, da darauf Arbeitgeber und Arbeitnehmer vermerkt waren. Der Arbeitnehmer bedurfte des Einverständnisses des Arbeitgebers um den Job zu wechseln. Ansonsten drohte die sofortige Abschiebung wegen mangelndem Arbeitseifer oder „Kontraktbruch“. Konnte sich ein polnischer Arbeiter nicht ausweisen, erfolgte sofort die Ausweisung wegen unrechtmäßigen Aufenthalts bzw. naheliegendem Verdacht auf Kontraktbruch.
Die polnischen Wanderarbeiter wurden gezielt aus eventuellen Gruppierungen aussortiert, Familienverbände und Gruppen zerrissen. Familiennachzug war nicht gestattet, und die einzelnen Kolonnen wurden nach jeweiligem Geschlecht getrennt. Eventuelle Schwangerschaften zogen die sofortige Abschiebung auf eigene Kosten nach sich. Im Frühjahr empfing Preußen die Arbeiter willkommen und im Herbst verstärkten ordnungspolitische Maßnahmen gegen die lästige[n] Ausländer den Druck zur Remigration.
Die Aufgaben der Arbeiterzentrale erweiterten sich im Laufe der Jahre von Rekrutierung im Ausland und Vermittlung im Inland um die Koordination des Wanderungsprozesses. Die Institution schickte eigene Beobachter und auch ausländische Vertragsarbeiter in die Rekrutierungsgebiete, um die Situation zu analysieren. Anhand der Prognosen beriet sich die Zentrale mit den einzelnen Landwirtschaftskammern und Arbeitgeberverbänden. Danach publizierte die Anwerbebehörde die jährlichen Bedingungen für den Bezug des Folgejahrs. Die Auftragszettel wurden überstellt an die Vertragsagenten, welche wiederum ihre Netzwerke aus Unterhändlern, Anwerbern, Schlepperbanden aktivierten. Im österreichischen Galizien unterhielt die Behörde enge Kontakte mit ruthenischen Organisationen wie dem Fürsorgeverein und den im Nationalkomitee einflussreichen Geistlichen (siehe auch Generaldirektor Heinrich Nordhoff der Volkswagenwerke in Wolfsburg).
Im Zuge der koordinierten Anwerbepolitik wurde Preußen abhängig von der Einreise der Saisonarbeiter. Unter der Hand ergingen Anweisungen an die Polizeidienststellen und Landratsämter, die Immigration keinesfalls zu blockieren. Offiziell wurde die rigide Politik gegen polnische Angeworbene weiter fortgesetzt, um Polen und Galizien nicht anzuspornen, die stete Zuwanderung zu behindern.
Im Lauf der Zeit schälten sich vier Anwerbeformen heraus:
- die private Rekrutierung
- die kommerzielle Nachfrage nach Vermittlung
- die Kammernachweise der Landwirtschaftskammern
- die Vermittlung durch die halbstaatliche Feldarbeiterzentrale

##### Agentenunwesen
Die ausländischen Agenten arbeiteten oft betrügerisch sowohl gegen das Abwerbeland wie auch gegen das Anwerbeland und nicht zuletzt gegen die vermittelten Arbeiter selbst. Die internen preußischen Regelungen beschäftigten sich jedoch nur mit Rechtsschutz für die Arbeitgeber und nicht für die betroffenen Arbeitnehmer. Die damit hervorgerufenen internationalen Konflikte überschatteten die berechtigten Fragen, welchen sich Preußen zur eigenen Anwerbepolitik stellen hätte müssen.
Die Agenten und Vertrauensleute der Feldarbeiterzentrale machten sich in der Regel mehrere Vorteile zunutze: Die Vermittlungsgebühren zahlten oft nicht die Arbeitgeber, da sie die Wanderarbeiter in die Vorausleistung zwangen. Hatten sie den Status als Kolonnenführer, so behielten sie die Hälfte der Lohnzahlungen der Untergebenen für sich ein.
Einen Sonderfall bildeten die Galizier. Im Gegensatz zur polnischen Rechtsprechung war die gewerbsmäßige Anwerbung nicht ungesetzlich und entsprechend viele Agenten mischten auf dem heimischen Markt mit. Die Österreicher entwickelten eigene Strategien, um wenigstens bis zur preußischen Grenze unbehelligt zu gelangen und sich als Selbststeller in eigener Regie und in großen Trupps von den preußischen Agenten in einer der 141 Filialen der Feldarbeiterzentrale anwerben zu lassen, deren engmaschiges Netz die Grenzbewegungen weitaus genauer beobachtete als die preußischen Grenzpolizei.

##### Konflikte mit Russland und Polen
Die russischen Behörden sahen in der transnationalen Arbeitsmigration eine Gefahr der Auswanderung der polnischen Bevölkerung nach Übersee. Der Verlust hoher Anteile an arbeitsfähiger Bevölkerung hätte unweigerlich die Preise der derzeit billigen landwirtschaftlichen Erzeugnisse aus Kongresspolen in die Höhe getrieben. Der finanzielle Vorteil der Produkte ergab sich aus dem niedrigen Lohn in der Landwirtschaft wegen eines Überangebots an Arbeitskräften.
Die niedrigen Löhne wiederum erlaubten vielen Polen nur eine bescheidene Lebensweise, welche sie auch in Preußen beibehielten. In den kaum Fleisch aber umso mehr Kartoffeln konsumierenden Kleinstellenbesitzern sah wiederum Max Weber eine Gefahr der Polonisierung des Ostens. Seines Erachtens verdrängten die armbäuerlichen Auslandspolen mit niedrigem Kulturniveau lediglich die preußischen Billiglohnarbeiter, nicht jedoch die preußisch-polnischen.
Zwischen 1890 und 1900 verlegten 300.000 Zentralpolen ihren Lebensmittelpunkt außer Landes. Das Ziel war in der Regel Amerika oder Brasilien. So emigrierten 1892/93 allein 40.000 russische Polen nach Südamerika (Brasilienfieber). Die Auswanderungsbewegung trieb den Preis der Tagelöhner wiederum enorm in die Höhe und erreichte 1904 in den grenznahen Regionen Werte von bis zu 88 Kopeken, was etwa 1,9 DM entsprach. Da sich inzwischen überseeische Netzwerke herausgebildet hatten, konnten selbst die Spitzenlöhne die Auswanderung nicht stoppen.
Bis zum Ersten Weltkrieg wanderten fünf Millionen Personen aus Russland (insbesondere Polen und Juden) und aus Österreich-Ungarn auf dem Weg über das Deutsche Reich als Transitland nach Amerika aus.
Auch Sankt-Petersburgs Begrenzungspolitik vermochte es, ausgenommen in den Krisenjahren 1907 und 1908, nicht, der Massenauswanderung Einhalt zu gebieten. Preußen wiederum nahm die russische Drohung mit Sorge zur Kenntnis, doch war die deutsche Abhängigkeit von den polnischen Wanderarbeitern schon zu groß. So verkündete der damalige Rat der Wirtschaftsweisen, das Preußische Landesökonomie-Kollegium, dass durch eine Verhinderung oder Beschränkung des Zugangs ausländischer Wanderarbeiter der Landwirtschaft fast das Todesurteil gesprochen werden würde. Dies bekräftigte später eine Forschungsstudie: Ein Ausbleiben der ausländischen Wanderarbeiter stellt die Volksernährung in Frage. Und der oberschlesische Regierungspräsident fügte hinzu, dass die oberschlesische Industrie tatsächlich ohne ausländische Arbeiter ihre Betriebe nicht aufrechterhalten kann. Der Direktor der Arbeiterzentrale, Freiherr von Bussche-Kessel resümierte, in den arbeiterimportierenden Staaten noch auf lange Zeit hinaus für die Arbeitgeber das brennende Bedürfnis bestehen, aus dem Ausland Arbeitskräfte heranzuziehen.
Mit diesen Worten machte der Freiherr alle Hoffnungen zunichte, im Rahmen der 1910 in Budapest einberufenen Konferenz der Mitteleuropäischen Wirtschaftsvereine mit den anderen beteiligten Staaten die Sachgebiete Migration und Arbeitsmarkt einvernehmlich zu regeln. Die Gespräche verliefen auch wegen der gegensätzlichen Positionen im Sande.
Die internationale Politik vermochte erst in der Weimarer Republik kleine Zugeständnisse aushandeln.

##### Vergleich zur späteren Ausländerpolitik
Der Sonderfall Preußen diente als Modellfall für spätere arbeitspolitische Prozesse von der Weimarer Zeit bis hin zur Gastarbeiterpolitik in den 1950ern. Das Inländerprimat von 1927 und Zuwanderungsbeschränkungen erweiterten das ursprüngliche einwanderungspolitische Instrumentarium. Die halbstaatliche Feldarbeiterzentrale wandelte sich während des Ersten Weltkriegs in eine staatliche öffentliche Arbeitsverwaltung, welche aus den schon 1890 gebildeten Arbeitsnachweisverbänden hervorging. Die neue Verwaltung stützte sich auf die organisatorischen Erfahrungen der Vorgängerbehörde und übernahm die Systeme zur Ausländerkontrolle und Beschränkungen des Aufenthalts und der Beschäftigung.
Die neueingeführten Kontingentregelungen stellen insofern eine wesentliche Erweiterung dar, als diese zum Ziel hatten, sowohl das Bedürfnis der Arbeitgeber zu stillen als auch die einheimischen Arbeitskräfte gegen Lohnkonkurrenz zu schützen.
Im Gegensatz zur modernen Arbeitsmarktpolitik beruhte die antipolnische Ausländerpolitik Preußens lediglich auf sicherheitspolitischen Erwägungen, nicht jedoch auf arbeitsmarktpolitischen oder protektionistischen.

### Drittes Reich (1933–1945)
Laut Volkszählung vom Juni 1933 lebten 756.000 Ausländer im Reich. Friedrich Heinrich Karl Syrup vom Kabinett Schleicher erließ 1933 die Verordnung über ausländische Arbeitnehmer. Die Landesarbeitsämter führten den Inlandslegitimierungszwang wieder ein, verteilten Arbeitskarten und überwachten die Zugereisten. Ab 1936 wurden wegen des Arbeitermangels in der Landwirtschaft durch Staatsverträge mit den Nachbarländern Arbeiter angeworben, die bis zum Überfall auf Polen 1939 zeitlich begrenzte Arbeitsverträge erhielten. Da mit Polen zunächst kein Kontingentsvertrag zustande kam, erließ der Reichsminister des Innern, dass polnische Arbeiter auch ohne gültige Papiere, also illegal und staatlich toleriert über die Grenze dürften. 1938 wurden wegen der rüstungsbedingt fehlenden Arbeitskräfte in der Industrie Staatsverträge mit Italien, Jugoslawien, Ungarn, Bulgarien und Niederlande zur Anwerbung abgeschlossen.
Mit dem Kriegsbeginn wurde am 5. September 1939 ein Ausreiseverbot für Angehörige von Feindstaaten erlassen und die Einweisung in Konzentrationslager bei Fehlverhalten ermöglicht.

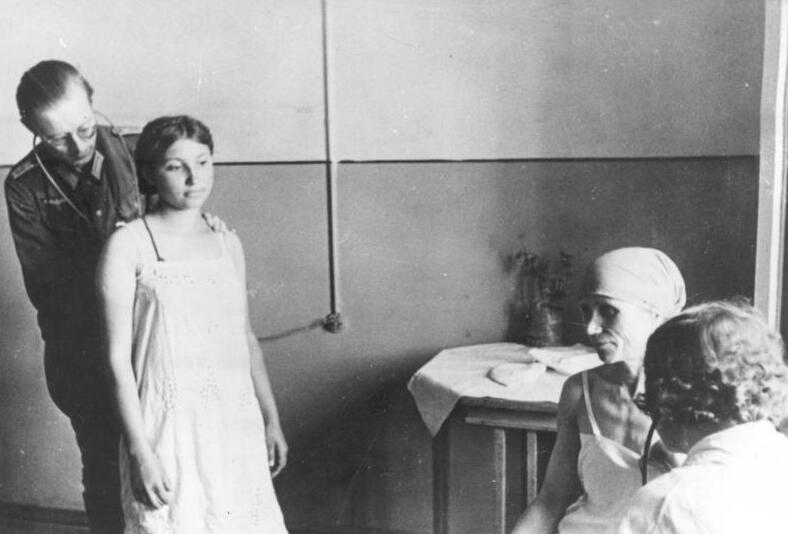
Arbeitstauglichkeitsuntersuchung im Arbeitsamt der Zivilverwaltung, Artemowsk, Mai 1942, (Propagandaaufnahme Wehrmacht)

Trotz nationalsozialistischer und rassistischer Ideologie musste das Regime ab 1939 den Einsatz von ausländischen Arbeitern, damals Fremdarbeiter genannt, wegen des kriegsbedingten Arbeitskräftemangels in Deutschland vorantreiben. Es wurden Millionen von Zivilarbeitern und Kriegsgefangenen als fremdvölkische Arbeiter ins Deutsche Reich gebracht und mussten dort nach rassischen Kriterien wie den Polen-Erlassen und Ostarbeiter-Erlassen getrennt unter unmenschlichen Bedingungen Zwangsarbeit leisten. In Frankreich wurden ganze Jahrgänge über den Pflichtarbeitsdienst Service du travail obligatoire zur Arbeit in Deutschland verpflichtet. Im Januar 1942 befahl Göring mit Erlass vom 19. Dezember 1941 die Ostanwerbung und unterstellte alle Bewohner der besetzten Ostgebiete der öffentlichen Arbeitspflicht, da der Übergang zu einem Abnutzungskrieg zu einem dramatischen Arbeitskräftemangel geführt hatte. Die Anwerbung sollte in größtem Umfang in allen besetzten russischen Gebieten erfolgen und vormalige ideologische und volkstumspolitische Erwägungen gerieten in den Hintergrund und Hitler stimmte auch dem Einsatz von russischen Kriegsgefangenen zu, den er lange Zeit verhindert hatte. Zur Unterbringung gab es im Reich etwa 20.000 Lager teilweise in Gaststätten, Kinos, Schulen, Scheunen, Kellern und auf Dachböden, die zum Alltagsbild in den Städten gehörten.
Wurde zu Beginn des Krieges noch besondere Rücksicht auf italienische Zivilisten genommen, so verloren sie diesen Status in der Fremdarbeiterhierarchie nach dem Sturz Mussolinis. Die italienischen Soldaten wurden nicht als Kriegsgefangene, sondern als Militärinternierte eingestuft, um sie unabhängig von der Genfer Konvention beliebig zur Arbeit einsetzen zu können.

### Deutsche Demokratische Republik

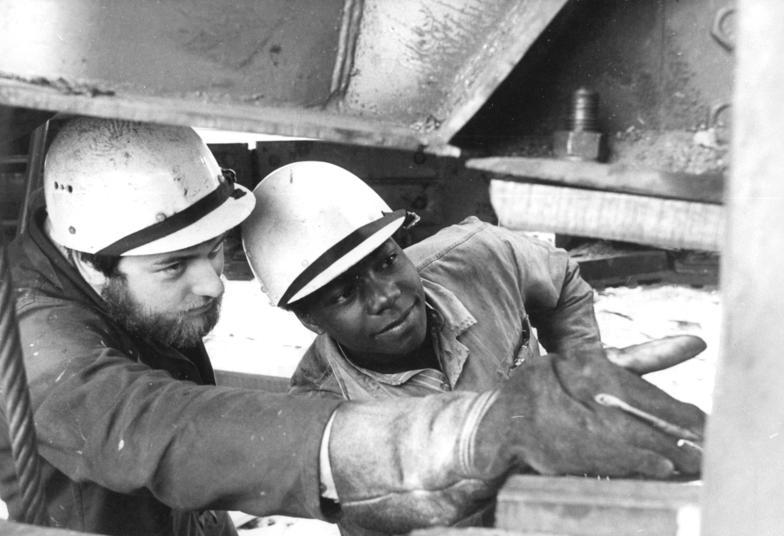
Meisterausbildung eines Mosambikaners, Instandhaltung eines Tagebaugeräts, Welzow 1984

Nach dem Sturz von Salvador Allende gewährte die DDR etwa 1.800 Chilenen Asyl. Die meisten waren verfolgte Mitglieder linker Parteien oder Intellektuelle. Um ihren Arbeitskräftemangel zu decken, schloss die DDR Abkommen zur Ausbildung und Beschäftigung von Arbeitskräften mit Ungarn, Polen, Algerien, Kuba, Mosambik und Vietnam ab. Die größte Gruppe dieser Vertragsarbeiter waren die Vietnamesen mit 59.000 Arbeitern, die 1989 größtenteils in Großbetrieben beschäftigt waren. Die Ausländer wurden beargwöhnt und Kontakte und Freundschaften zu Einheimischen waren unerwünscht. Im Fall von Schwangerschaften mussten die Frauen eine Zwangsabtreibung vornehmen lassen oder wurden in die Heimat zurückgeschickt. Die Stasi registrierte zahlreiche rechtsradikale und rassistische Übergriffe. Ausländer waren nur als Symbole der viel beschworenen Völkerfreundschaft bei offiziellen Anlässen und als Arbeitskräfte geduldet. Als Menschen waren sie nicht willkommen.
Ausländische Pendler genossen in den Grenzbezirken der DDR einen Sonderstatus, da in den Grenzregionen keine teure Wohninfrastruktur aufgebaut werden musste, erstattete die DDR z. B. der Volksrepublik Polen Sozialbeiträge, weil diese weiterhin die Sozialversicherung der polnischen Pendler gewährleistete. Einen Sozialversicherungsausweis der DDR erhielten diese Pendler daher nicht.

### Bundesdeutsche Ausländerpolitik
Deutschland nahm alleine von 1987 bis 2001 in absoluten Zahlen mehr Einwanderer auf als die klassischen Einwanderungsstaaten Kanada und Australien in der Summe. Dennoch verweigerte sich die Politik lange Zeit der eigenen Realität als Einwanderungsland und tabuisierte das Thema mit gegenteiligen Aussagen. Diese Verweigerung endete Ende 1991 mit dem Dresdner Parteitag der CDU und der Streichung der Formel „Deutschland ist kein Einwanderungsland“ aus dem Dresdner Manifest.
Einige politische Entschlüsse im Zuge der Agenda 2010 der rot-grünen Bundesregierung Kabinett Schröder II unter Bundeskanzler Gerhard Schröder (SPD) verschlechterten die Stellung von Migranten bei Rente, sozialer Sicherheit, Gesundheitsversorgung und am Arbeitsmarkt. Beispielsweise kann ein langzeitarbeitsloser Einwanderer aus einem Nicht-EU-Land seit Einführung von Hartz IV sein Aufenthaltsrecht in Deutschland verlieren.

#### Geschichte der deutschen Ausländerpolitik
Die Grundlagen der Ausländerpolitik wurzeln seit dem 24. Mai 1949 im Grundgesetz:
- Artikel 16 sah ursprünglich ein Recht auf Asyl als individuell einklagbares Recht mit Verfassungsrang vor.
- Artikel 116 Abs. 1 schaffte die Grundlage für den Zuzug von Spätaussiedlern und in Abs. 2 für die Rückkehr von Personen, die während des Nationalsozialismus ausgebürgert worden waren, nach Deutschland.
- Übernahme des Abstammungsprinzips in den Artikel 116.
- Einführung des Kriteriums der Volkszugehörigkeit

Das Grundgesetz definierte das Staatsvolk der Bundesrepublik Deutschland als eine ethnisch homogene Abstammungsgemeinschaft. Mit dem Bundesvertriebenen- und Flüchtlingsgesetz von 1953 erhielten anerkannte deutschsprachige Aussiedler Anspruch auf die deutsche Staatsangehörigkeit.
Historisch zeichnen sich nach Klaus J. Bade vier Phasen ab in der Ausländerpolitik der Bundesrepublik.

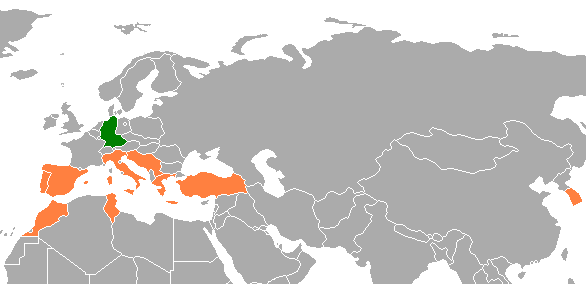
Anwerbeabkommen der Bundesrepublik 1955 bis 1968

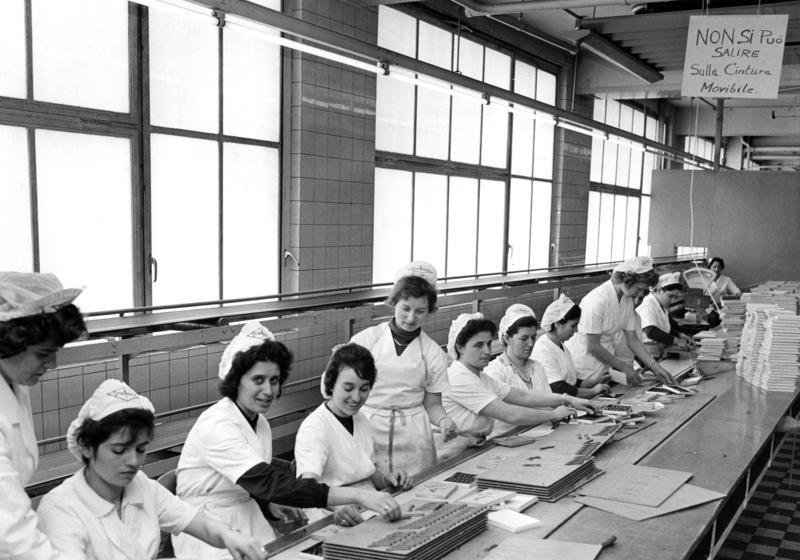
Italienische Gastarbeiterinnen bei Stollwerck, Köln 1962

- Die Anwerbephase oder Gastarbeiterperiode von 1955 bis zum Anwerbestopp 1973. In dieser Zeit reisten 14 Millionen Ausländer nach Deutschland ein und 11 Millionen im Sinne des ursprünglich angestrebten Rotationsmodells wieder aus. Anfang der 1970er Jahre verlegten die verbleibenden 20 % ihren Lebensmittelpunkt in die Bundesrepublik. Zu dieser Zeit bestimmte der Diskurs um Ausländerbeschäftigung und die „Gastarbeiterfrage“ die Ausländerpolitik. Der italienische Anteil an der ausländischen Wohnbevölkerung war auf zehn Prozent gesunken und der türkische auf 30 % gestiegen.
- Von 1973 bis 1979 stand das Gesamtkonzept der Konsolidierung der Ausländerbeschäftigung im Mittelpunkt. Die Ausländerpolitik konzentrierte sich auf die Begrenzung der Zuwanderung, die Rückkehrförderung und auf verhaltene Ansätze zur sozialen Integration der Arbeitsmigranten und ihrer Familien. Die ausländische Wohnbevölkerung wuchs infolge von Familiennachzug und natürlicher Vermehrung. Nach dem Anwerbestopp verfestigten viele ihren aufenthaltsrechtlichen Status durch dauerhaften Verbleib in Deutschland. Fünf Jahre Aufenthaltsdauer genügten für die unbefristete Aufenthaltserlaubnis, und acht Jahre ergaben einen Kann-Anspruch auf eine Aufenthaltsberechtigung.
- Die Phase der Integrationskonzepte von 1979 bis 1980 entwickelte die Konzepte aus der Konsolidierungsphase weiter. 1978 wurde das neu geschaffene Amt des Ausländerbeauftragten dem Bundesministerium für Arbeit und Soziales zugeordnet und besetzt vom ehemaligen nordrhein-westfälischen Ministerpräsidenten Heinz Kühn (SPD). Kühn publizierte im September 1979 ein Memorandum über den 'Stand und Weiterentwicklung der Integration der ausländischen Arbeitnehmer und ihrer Familien in der Bundesrepublik Deutschland'. Dieses sogenannte Kühn-Memorandum stellte fest, dass eine nicht mehr umkehrbare Entwicklung eingetreten sei, und die Mehrzahl der Betroffenen nicht mehr einfach 'Gastarbeiter', sondern 'Einwanderer' seien, für die eine Rückkehr in ihre Herkunftsländer aus den verschiedensten Gründen nicht wieder in Betracht komme. Dies betreffe speziell die inzwischen herangewachsene zweite Generation und die als Kind immigrierten Zuwanderer. In seiner Denkschrift forderte Kühn die Akzeptanz der Tatsache als Einwanderungsland und politische Schritte, welche den Bleibewilligen die Chance zu einer vorbehaltlosen und dauerhaften Eingliederung verhelfen. Das Memorandum erklärte auch die nötigen Schritte und beinhaltete später als wegweisend anerkannte Vorschläge wie ein Optionsrecht auf Einbürgerung für im Land geborene und aufgewachsene Kinder ausländischer Eltern sowie ein kommunales Wahlrecht für Ausländer. Als Gegenkonzept erarbeitete der Koordinierungskreis ausländischer Arbeitnehmer des Bundesarbeitsministeriums ein „Konzept zur Integration der Zweiten Ausländergeneration“, welches weitaus zurückhaltender ausfiel als Kühns Vorschläge. Die politischen Beschlüsse der von SPD und FDP geführten Bundesregierung verblieben bei der ehemaligen durch Integrationskonzepte ergänzten Arbeitsmarktpolitik der Vorphase.
- Die von 1981 bis 2000 andauernde Phase der „Wende in der Ausländerpolitik“ begann mit der Berufung der ehemaligen nordrhein-westfälischen Wirtschaftsministerin Liselotte Funcke (FDP) in das Amt der Ausländerbeauftragten im Januar 1981. Karl-Heinz Meier-Braun bezeichnete diese Zeit auch als „Wettlauf um eine Begrenzungspolitik“.

#### Bundesausländerbeauftragte
Zum Abbau vorhandener Integrationsdefizite und um das Verständnis zwischen den Deutschen und den hier lebenden Ausländern zu fördern, installierte die sozialliberale Bundesregierung 1978 das Amt des Beauftragten der Bundesregierung für Ausländerfragen. Der erste Bericht des Beauftragten der Bundesregierung für Ausländerfragen legte der Ausländerbeauftragte Heinz Kühn im Jahr 1979 der Bundesregierung vor.
Im November 1997 trat das Gesetz zur Änderung ausländer- und asylverfahrensrechtlicher Vorschriften in Kraft. Das Gesetz verbesserte die Rechtsstellung der in Deutschland lebenden Ausländer, erleichterte die staatlichen Möglichkeiten von Ausweisung und Abschiebung krimineller Ausländer und verankerte gleichzeitig das Amt des Ausländerbeauftragten gesetzlich.
Entsprechend den Bestimmungen des Ausländergesetzes von 1991 legt der Bundesausländerbeauftragte dem Deutschen Bundestag im Turnus von zwei Jahren einen auch im Internet veröffentlichten Bericht über die Lage der Ausländer in der Bundesrepublik Deutschland vor. Dieser beinhaltet aus integrationspolitischer Sicht die Entwicklungen in den Bereichen des Rechts, der sozialen, beruflichen und wirtschaftlichen Situation, des Wohnens und anderer wichtiger Lebensbereiche.
Nach den Wahlsiegen von CDU und FDP versuchten die Länder Hamburg und Sachsen-Anhalt ohne Erfolg, ihre Ausländerbeauftragten abzuschaffen.
Der vierte Bericht aus dem Jahre 2000 bezeichnete als wichtigsten Fortschritt der Integrationspolitik die Reform des deutschen Staatsangehörigkeitsrechts sowie die anvisierte Verbesserung des Aufenthaltsrechts für Ehegatten. Warnend verwies der Bericht auf die sinkenden Anteile von Ausländern im Ausbildungsbereich und den historischen Höchststand der Ausländerarbeitslosigkeit.
Die Ausländerbeauftragten von Bund und Ländern beschlossen 2002 die Einrichtung einer „Arbeitsgruppe Integration“, um die Konkretisierung der Integrationsförderung nach dem Zuwanderungsgesetz zu begleiten und koordinieren. Vorrangiges Ziel war die Ausgestaltung der Integrationskurse für Neuzuwanderer, welche seit 2003 verpflichtend von Bund und Ländern anzubieten sind. Dabei möchten sich die Beauftragten vor allem dafür einsetzen, dass die Angebote den sehr unterschiedlichen Bedürfnissen und Voraussetzungen von neu einreisenden Migranten entsprechend variieren. Schließlich gibt es hier ein Gefälle von Höchstqualifizierten bis zu Menschen ohne jeglichen Schriftsprachkenntnissen.
Seit dem 1. Januar 2005 ist der Begriff „Ausländerbeauftragter“ nicht mehr korrekt, denn nach § 92 bestellt die Bundesregierung einen „Beauftragten für Migration, Flüchtlinge und Integration“. Das Amt der Beauftragten ist dem Bundesministerium für Familie, Senioren, Frauen und Jugend zugeteilt. Die Mitgliedschaft im Deutschen Bundestag ist nicht zwingend. Das Amt ist an die Legislaturperiode des Bundestages gebunden.

##### Der Wettlauf um eine Begrenzungspolitik
Eine spätere Phase setzte ein mit der bundesdeutschen Bewusstwerdung der Realität Deutschlands als Einwanderungsland. Zu dieser Zeit prägten zunehmende Arbeitslosigkeit und ansteigende Asylbewerberzahlen die deutsche Gegenwart (siehe auch: Flüchtlingspolitik). Die Politik entwarf in den Jahren 1980 und 1981 im Diskurs um das Asylrecht Horrorszenarien und schürte Ängste und Abwehrhaltungen in der Bevölkerung vor der proklamierten Flut aus dem Ausland, welche zu einer weiteren Ausgrenzung und Ablehnung der ausländischen Wohnbevölkerung führte. SPD, FDP, CDU und CSU brachten 1981 ihre Empfehlungen zur Begrenzungspolitik ein. Die Politik verlegte sich auf die Limitierung des Nachzugs von Ehegatten als auch auf eine Senkung des Nachzugsalters. Die Regierung sah sich damals einer Opposition gegenüber, welche zwar keine sachlichen Beiträge leistete, sondern sich im Wesentlichen auf das Anprangern außenpolitischer Inkompetenz beschränkte.
Im Sommer 1982 beschloss die sozialliberale Regierung die Rückkehrförderung, welche die spätere Regierung Kohl umsetzte. Zentral ging es um die Rückkehrprämie, die Rückerstattung von Beiträgen der Arbeitnehmer zur Rentenversicherung und um die dem Arbeitsamt zugeordnete Mobilitätsberatung. Letztere Maßnahmen galten zunächst nur für ein halbes Jahr und führten eher, – analog zum französischen Modell –, zu den sogenannten Mitnahmeeffekten, welche später politisch ausgeschlachtet wurden. Medien berichteten später, von der Politik seien „falsche Hoffnungen“ geweckt worden und zahlreiche Rückkehrwillige seien in der Hoffnung auf weit höhere Beträge zunächst „auf ihren gepackten Koffern sitzen“ geblieben.
Verschwiegen wurde in der politischen Diskussion, dass das Paket dem deutschen Staatshaushalt sehr dienlich war. Das Budget gewann an drei bis vier Milliarden Mark, da der Arbeitnehmeranteil nicht ausbezahlt wurde. Zudem sparte der deutsche Haushalt enorm durch diesen durch Einsparungen bei Arbeitslosengeld und Kurzarbeitergeld aufgrund des schmackhaft gemachten „Exports“ von Arbeitslosen.
Der Ausländerpolitik selbst mangelte es jedoch an Konzepten und Handlungswillen. Zwar wurde sie der wirtschaftlichen, sozialen und Außenpolitik gleichgestellt, doch erwies sich die 1982 von allen Parteien als dringend empfundene Reform des Ausländerrechts als Lippenbekenntnis. Trotzdem war die einheimische Bevölkerung mobilisiert gegen die in die Deutschland lebenden Ausländer. Ziele der derzeitigen Politik waren das Versprechen von Integrationsmaßnahmen, die Verfestigung des Anwerbestopps und die Rückkehrförderung. Die Einwanderungs- und Asyldiskussion erschöpfte sich in Vorwürfen des „Asylmissbrauchs“. Die Regierung von CDU und FDP verlangte zusätzlich nach einer Verschärfung des Familiennachzugs. 1983 prägte der Zwist zwischen Friedrich Zimmermann (CSU) und Liselotte Funcke (FDP) über die Minderung des Nachzugsalters ausländischer Kinder die Diskussion.
Die Ergebnisse waren
- Verlagerung der Kompetenzen in der Ausländerpolitik vom Bundesministerium für Arbeit und Soziales zum Bundesministerium des Innern
- eine Verstärkung der Feindbilder in der Gesellschaft durch das weniger sachdienliche, aber populistische Thema „Asylmissbrauch“ und Nichtumsetzung der als vorrangig deklarierten Themen Integrationsförderung und Novellierung des Ausländerrechts. Die Ausländerpolitik verkam also aus wahltaktischem Kalkül zum Tummelplatz rechtsextremer Demagogie. Dies zeigt mitunter die ungewollte Veröffentlichung eines Entwurfs des Bundesministeriums des Innern im Jahre 1988. Dieser umfasste ein Ausländerintegrationsgesetz (AIG) zur Integration bereits Zugewanderter sowie ein restriktiv ausgerichtetes Ausländeraufenthaltsgesetz (AAG) samt Abwehrinstrumentarium und großem behördlichem Ermessensspielraum gegenüber Neuzuwanderern. Der Entwurf wurde zunächst dementiert, dann in seiner Brisanz abgeschwächt und später gänzlich verworfen.[20] Die Debatte führte zur Ablösung von Zimmermann im Bundesministerium des Innern durch Wolfgang Schäuble (CDU). 1989 verzeichneten rechtsextreme Parteien, welche erfolgreich xenophobe Demagogie praktizierten, unerwartet hohe Wahlergebnisse in Hessen und Berlin. Schäubles unter diesem Eindruck durchgepeitschtes Ausländergesetz diente wiederum dem Zweck, die Thematik der Ausländer noch vor den anstehenden Wahlen zu entpolitisieren (Frankfurter Rundschau, 10. November 1989). Ungeklärt blieben jedoch zentrale Fragen wie der Nachzug von Familien sowie des Aufenthaltsrecht, die verbindliche Regelung von Ausweisung, das Recht auf Rückkehr und die Mehrstaatigkeit. Die den zuständigen Behörden zugesprochenen an Willkür grenzenden Spielräume blieben in ihrem Wesen undurchsichtig. Und die Kernfrage blieb ungelöst: Kann die nationale Ausländerpolitik noch regelnd eingreifen angesichts der Regeln der Freizügigkeit in den Binnengrenzen der EU und dem damit einhergehenden Migrationsdruck vom Süden nach Norden und vom Osten nach Westen? Es fehlte das Bekenntnis zur EU als Einwanderungskontinent und zur Realität des Einwanderungslandes. Überlagert wurde die Diskussion von der Forderung der Ausländerbeauftragten der DDR, Almuth Berger, Ausländern Wahlmöglichkeiten und damit politische Gestaltungsmöglichkeiten einzuräumen. Die Kommunalwahlen in der DDR am 6. Mai 1990 fanden unter Einbeziehung der Migranten statt. Das Bundesverfassungsgericht erklärte jedoch mit Urteil vom 31. Oktober 1990 ein Kommunalwahlrecht für Ausländer für unvereinbar mit Art. 28 Abs. 1 Satz 2 Grundgesetz.[21] Das „Volk“, das nach dieser Vorschrift in den Ländern, Kreisen und Gemeinden eine gewählte Vertretung haben muss, sei ebenso wie das Volk, von dem nach Art. 20 Abs. 2 GG alle Staatsgewalt ausgeht, die es in Wahlen und Abstimmungen und durch besondere Organe der Gesetzgebung, der vollziehenden Gewalt und der Rechtsprechung ausübt, nur das deutsche Volk, das Staatsvolk der Bundesrepublik Deutschland. Das schließe die Gewährung eines Kommunalwahlrechts an Ausländer aus.

Das neue Ausländergesetz trat am 1. Januar 1991 in Kraft. Laut OVG-Richter Fritz Franz verstieß das reformierte Gesetz sowohl gegen das Völkerrecht, gegen den Vertrauensschutz, Verhältnismäßigkeit und Rechtsweggarantie gegen das Grundgesetz. (Die Grünen/Bündnis 90, Pressemitteilung Nr. 888/90 (8. November 1990); F. Franz, Ausländerrecht auf Kollisionskurs mit der Verfassung. Gutachten zur Verfassungsmäßigkeit des AusIG'90, November 1990.) Helmut Rittstieg setzte dagegen: „Seine Vorschriften über die Aufenthaltsverfestigung, den Familiennachzug, die Rechtsansprüche der jungen Generation und die Einbürgerung verschaffen den ehemaligen Gastarbeitern, ihren Ehegatten und Kindern und sonstigen Inländern fremder Staatsangehörigkeit (sic!) erstmals auf der gesetzlichen Ebene den Einwandererstatus.“ Doch kritisierte der Jurist auch: „Das neue Ausländergesetz behandelt Inländer fremder Staatsangehörigkeit (sic!) freilich nach wie vor als potentielle Gefahr für die Gesellschaft. Es unterstellt sie in den §§ 75 und 76 behördlichen Mitteilungs- und Überwachungsvorschriften, die von einem totalitären Überwachungswahn getragen sind.“ Dazu kam die merkliche Verschärfung der Ausweisungsrichtlinien wegen der Erteilung befristeter und unbefristeter Aufenthaltserlaubnisse. Rittstieg ordnete das Gesetz ein als typisches Juristengesetz, welches für den Laien unverständlich und für die betroffenen Ausländer am wenigsten transparent sei: „In erster Linie bringe es nicht den Betroffenen mehr Rechtssicherheit, sondern perfektioniert das ausländerbehördliche Instrumentarium“. Laut Karl-Heinz Meier-Braun war die Reform zwar nötig, doch beurteilte er das Gesetz als in vielen Punkten dringend reformbedürftig (H. Rittstieg,1991:23–32; K.-H. Meier-Braun, S. 21 und H. H. Heldmann 1991 vgl. K. Sieveking 1990). Das Gesetz erlaubte weder politische Partizipation noch Mehrstaatigkeit, setzte also auf Assimilation und nicht auf Integration. Begründet auf der beschämenden kollektiven Erfahrung der Arbeitsmigranten, als beliebig austauschbarer Gastarbeiter willkommen zu sein und nicht als Mensch und Einwanderer, sei die Entscheidung für die deutsche Staatsbürgerschaft für die zweite Generation oft schwierig und werde durch die Verweigerung der doppelten Staatsbürgerschaft weiter erschwert. Diese flüchteten sich eher in die „ideelle Staatenlosigkeit eines diffusen Kosmopolitismus“ (Bade) oder aber in die als „multikulturell und supranational verstandene Identität von selbstbewussten EG-Bürgern“ (Bade), soweit das Heimatland dieses Selbstbewusstsein zulässt.
1992 kam es nach einer hitzigen, mehrere Jahre anhaltenden Asyldebatte zum Asylkompromiss.

#### Greencard
2000 vermeldete der Verein Deutscher Ingenieure (VDI) trotz hoher Arbeitslosigkeit in Deutschland 100.000 offene Stellen für Informatiker, weil der Arbeitsmarkt nicht genug qualifizierte Kräfte anbot. Auf Druck der Wirtschaft führte die Bundesregierung zur Anwerbung von Fachkräften aus der IT-Branche im Jahr 2000 die sogenannte Greencard ein. Dabei handelte es sich um eine Sonderregelung für 20.000 ausländische hochqualifizierte IT-Spezialisten mit begrenztem Aufenthaltsstatus, welche den Anwerbestopp außer Kraft setzte. Wegen der befristeten Arbeits- und Aufenthaltserlaubnis fand die Anwerbung nur zögerlich Anklang.
Zwischen 1. August 2000 und 31. Dezember 2003 wurden den Unternehmen in der Informationstechnologie 15.658 Arbeitsgenehmigungen zugesichert, von denen 11.326 in Anspruch genommen wurden.
Die originale amerikanische Green Card beinhaltet keine Begrenzung der Aufenthaltsdauer, sondern fördert die Einbürgerung. Deshalb ist der Begriff ein Euphemismus für das Rotationsprinzip aus der Gastarbeiterphase.

#### Aufenthaltsgesetz; Situation seit 2005
Am 1. Januar 2005 löste das Aufenthaltsgesetz (AufenthG) das Ausländergesetz ab. Dieses regelt erstmals auch das übergeordnete ausländerpolitische Ziel der Integrationsförderung. Die Grundsätze der staatlichen Integrationsmaßnahmen, die Integrationskurse, finden sich in den §§ 43 bis 45 AufenthG. Ergänzungen finden sich in der Verordnung über die Durchführung von Integrationskursen für Ausländer und Spätaussiedler. Das Gesetz findet keine Anwendung auf freizügigkeitsberechtigte Bürger der EU und deren Familienangehörige sowie auf Diplomaten.
Das Gesetz ist noch nicht angepasst an die verbindliche Richtlinien der EU zum Ausländer- und Asylrecht und an das Antidiskriminierungsgesetz (Stand Dezember 2005). Nach europäischem Recht sind Richtlinien der EU durch die Mitgliedstaaten durch ein eigenes Gesetz in nationales Recht umzusetzen.
Von Januar bis Ende August 2013 sind etwa 12.700 Flüchtlinge aus der Russischen Föderation nach Deutschland gekommen.
Mehr als 90 Prozent von ihnen kommen aus Tschetschenien und dem Nordkaukasus. 2012 waren gut 3.000 Flüchtlinge von dort gekommen.
An der polnisch-russischen Grenze (EU-Außengrenze) geben sie ihren Personalausweis ab und hinterlassen einen Fingerabdruck. Damit haben sie einen Asylantrag gestellt. Die meisten fahren weiter nach Deutschland. Hier stehen Asylbewerbern Zahlungen zu, die sich an die Hartz IV-Sätze anlehnen; das hat das Bundesverfassungsgericht im Juli 2012 so entschieden. In Polen würden sie deutlich weniger erhalten.

#### Zuwanderungsgesetz
siehe auch: Zuwanderungsgesetz
Schon zu Beginn der Amtszeit 1998 drängte die rot-grüne Koalition auf eine Reform des Staatsangehörigkeitsrechts. Die damalige Opposition weigerte sich jedoch, im Falle einer Einbürgerung Mehrstaatigkeit zu erlauben.
Die Diskussion in Gesellschaft und Politik wurde hochkontrovers geführt. Zur Klärung wurde eigens ein Gremium einberufen, um Vorschläge zur Gestaltung der Zuwanderung und zur Förderung der Integration zu erarbeiten. Das Gremium war die Unabhängige Kommission Zuwanderung, welche auch nach der Vorsitzenden als Süssmuth-Kommission bezeichnet wurde.
Der erste Gesetzentwurf im Jahr 2001 gründete auf dem Bericht der Süssmuth-Kommission und enthielt ein Punktesystem nach kanadischem Vorbild. Beim Punktesystem wurden Einwanderungsbewerber benotet und je nach Qualifikationen, Fähigkeiten und Nützlichkeit Punkte erteilt. Unterschieden wurde zwischen Einwanderern, also junge, gut ausgebildete Menschen, deren Nützlichkeit nach einem Punktesystem beurteilt wurde, mit Daueraufenthaltsstatus und Perspektive auf Einbürgerung und Zuwanderern, die kurzfristige Engpässe am Arbeitsmarkt überbrücken sollten, ohne Daueraufenthaltsrecht.
Nach Auseinandersetzungen zwischen Regierung und Opposition entfiel dieser Passus aus dem Gesetzestext.

##### Entstehungsgeschichte
Am 12. Juli 2000 setzte der Bundesministerium des Innern Otto Schily (SPD) eine von Rita Süssmuth geleitete überparteiliche „Kommission Zuwanderung“ ein. Diese sollte praktische Lösungsvorschläge und Empfehlungen für eine neue Ausländer- und Zuwanderungspolitik erarbeiten. Die Süssmuth-Kommission legte am 4. Juli 2001 ihren Abschlussbericht vor. Am 3. August 2001 erfolgte die Vorlage des Referentenentwurfs für ein Zuwanderungsgesetz, welchen die unionsregierten Länder am 20. Dezember 2001 ablehnten. Die Regierungskoalition überarbeitete den Gesetzesentwurf und nahm zahlreiche Forderungen der Union auf, welche jedoch am 25. Februar 2002 den Konsensvorschlag erneut ablehnte.
Am 1. März 2003 verabschiedete der Bundestag das Zuwanderungsgesetz mit den Stimmen von SPD und den Grünen. Der Bundesrat stimmte am 22. März 2003 dem Zuwanderungsgesetz in einem umstrittenen Abstimmungsverfahren zu. Am 16. Juli wurde das Bundesverfassungsgericht wegen eines Formfehlers in der Bundesratsabstimmung angerufen. Es entschied am 18. Dezember, das Zuwanderungsgesetz sei nicht rechtmäßig erlassen worden und damit nichtig.
Am 9. Mai 2003 beschloss der Bundestag erneut das unverändert eingebrachte Zuwanderungsgesetz, dem der Bundesrat erneut nicht zustimmte. Deshalb rief die Bundesregierung den Vermittlungsausschuss an.
Am 25. Mai 2004 einigten sich die Vorsitzenden von SPD, Grünen, FDP, CDU und CSU auf einen Kompromiss. Otto Schily, Unions-Verhandlungsführer Peter Müller und der bayerische Innenminister Günther Beckstein wurden beauftragt, einen Gesetzentwurf zu formulieren.
Das Gesetz wurde am 1. Juli 2004 im Deutschen Bundestag verabschiedet, und der Bundesrat stimmte dem am 9. Juli zu. Am 1. Januar 2005 trat das Zuwanderungsgesetz in Kraft.

##### Integrationskurse
Eine der wesentlichen Neuerungen ist die Auflage für Zuwanderer, ab 2005 Integrationskurse zu besuchen. Im Wesentlichen handelt es sich dabei um einen Sprachkurs von mehreren hundert (derzeit 600) Stunden in Deutsch. Man geht davon aus, dass deutsche Sprachkenntnisse unerlässliche Voraussetzung für eine berufliche und soziale Integration von Migranten sind. Die Notwendigkeit deutscher Sprachkenntnisse für eine Erfolg versprechende Integration wird untermauert durch die letzte Studie von PISA (Programme for International Student Assessment), in welcher die schulischen Leistungen von 15-jährigen Schülern in 28 OECD und vier Nicht-OECD-Ländern verglichen wurden.

###### Sprachförderung
Laut PISA-Studie zeigten Schüler aus Deutschland, deren Umgangssprache nicht Deutsch war, eine deutlich geringere Lesekompetenz.
Zudem sei in keinem anderen der teilnehmenden Staaten der Zusammenhang zwischen Bildungsniveau und sozialer Schichtzugehörigkeit der Eltern und Bildungserfolg der Kinder so stark ausgeprägt wie in Deutschland. Zudem werde die Gymnasialempfehlung durch Lehrkräfte für Akademikerkinder sechsmal so oft wie für Kinder aus dem unteren Viertel getroffen, wenn die Lese- und Mathematikkompetenz gleich ist. D. h. eine bessere Lesekompetenz allein wird nicht reichen.
Die Studie mahnte auch die Relevanz von frühkindlicher und schulischer Bildung für die Integration an. Die angestoßene Diskussion war im Dezember 2005 noch nicht abgeschlossen.
Es geht dabei in der Hauptsache um
- die Notwendigkeit vorschulischer Sprachförderung
- ein obligatorisches Vorschuljahr
- den Ausbau der Ganztagsschule
- die negativen Auswirkungen eines gegliederten Schulsystems, bei dem sehr früh Schüler entsprechend ihrer sozialen Herkunft selektiert werden.

Laut Marieluise Beck, Ausländerbeauftragte im Jahre 2000, bedarf es einer neuen Konzeption der Sprachförderung, um die Chancen ausländischer Bewerber auf dem deutschen Arbeitsmarkt zu stärken und eine stärkere Beteiligung an beruflicher Bildung und Weiterbildung anzuregen. Sie unterstreicht, dass
Integration nicht nur für die Beseitigung tatsächlicher oder vermuteter Defizite von Migranten steht. Gleichzeitig ginge es auch um Ausgewogenheit, nämlich um eine neue Balance von Rechten und Pflichten in der Integrationspolitik, bei der klare und erfüllbare Erwartungen klaren und garantierten Ansprüchen gegenüberstehen.

##### Auseinandersetzungen über Islam und Islamismus
Ebenso wie PISA die grundlegende Bedeutung von Bildung auf die Tagesordnung brachte, war der Angriff auf das World Trade Center in New York am 11. September 2001 Anlass für Diskussionen um die soziokulturelle Integration der über drei Millionen Mitglieder zählenden muslimischen Gemeinde in Deutschland – ebenso wie in anderen westeuropäischen Ländern. Die Gefahren des Islamismus und islamischen Fundamentalismus unter muslimischen Einwanderern und ihren Nachkommen standen dabei im Mittelpunkt. Dies schlug sich neben dem Zuwanderungsgesetz nieder in
- Debatten über ein Kopftuchverbot für Lehrerinnen an staatlichen Schulen und andere Staatsbedienstete. Galt das Kopftuch noch in den 1960er Jahren als modisches Accessoire, ähnlich wie bei den deutschen Frauen dieser Zeit, wandelte es sich im Lauf der Zeit zum religiösen Symbol. So kann sich im Einzelfall in einer bestimmten Trageweise die Zugehörigkeit zu einer bestimmten religiösen Gemeinschaft ausdrücken. Im Koran selbst finden sich keine entsprechenden Vorschriften. Das Tragen des Schleiers kann wiederum einen stillen Protest zum Ausdruck bringen. Der Kopftuchstreit spaltete dabei beide politische Lager: Während sich Befürworter des Kopftuchverbots in der SPD und der politischen Linken dafür aussprachen, auf jegliche religiöse Symbolik in Schulen zu verzichten, wurde vonseiten der christdemokratischen Parteien die christliche Prägung Deutschlands betont, die ein Vorrecht christlicher Symbole gegenüber denjenigen anderer Religionen begründen könne. Von Befürwortern des Verbots wurde argumentiert, das Kopftuch sei ein Symbol der Unterdrückung der Frau. Andererseits wurde von linken als auch von konservativen Politikern auf die Religionsfreiheit verwiesen, die in Deutschland traditionell eher als positive Religionsfreiheit verstanden wurde. In diesem Zusammenhang wurde auch auf das Kruzifixurteil verwiesen, in dem das Bundesverfassungsgericht das generelle Anbringen von Kruzifixen in öffentlichen Schulen in Bayern untersagt hatte und dies mit der religiösen und weltanschaulichen Neutralität des Staates begründet hatte. Das Bundesverfassungsgericht sah in seinem so genannten Kopftuchurteil vom September 2003 eine Benachteiligung durch das Kopftuchverbot, solange die gesetzliche Grundlage fehle. Zudem sei es in einer multikulturellen Gesellschaft nicht möglich, von kultischen Handlungen und religiösen Symbolen eines anderen Glaubens verschont zu bleiben. Daraufhin erließen einige Bundesländer Regelungen, die das Tragen eines Kopftuchs untersagten. Das Bundesverwaltungsgericht in Leipzig bestätigte im Juni 2004 die zunächst im Schulgesetz von Baden-Württemberg eingeführte Regelung, die eine Ungleichbehandlung christlicher und muslimischer Symbole festschreibt, indem sie das Nonnenhabit erlaubt, aber das muslimische Kopftuch verbietet. Im März 2015 entschied das Bundesverfassungsgericht schließlich, dass ein generelles gesetzliches Kopftuchverbot unzulässig ist. Eine rechtliche Umsetzung dieser Entscheidung in der Gesetzgebung der betroffenen Länder steht noch aus.
- der Gestaltung eines islamischen Religionsunterrichts unter staatlicher Aufsicht, um das bisherige Monopol von Koranschulen mittels eines öffentlichen konfessionellen Unterrichts zu durchbrechen und dem Artikel 7 des Grundgesetzes in Bezug auf die Muslime und deren Gleichbehandlung gerecht zu werden. Im islamischen Religionsunterricht lernen die jungen Muslime vor allem die islamische Ethik, die arabische Schrift und die wichtigsten Gebete und Regeln des Koran.
- einer erleichterten Abschiebung von so genannten Hasspredigern, soweit der Tatbestand der antidemokratischen Volksverhetzung (§ 130 StGB) erfüllt ist.

#### Weitere Entwicklungen
Mit dem Gesetz zur Verbesserung der Feststellung und Anerkennung im Ausland erworbener Berufsqualifikationen verbesserten sich mit Wirkung zum 1. April 2012 die beruflichen Perspektiven von Migranten. Auch ein verbindliches letztes Kindergartenjahr stand in der politischen Diskussion, wurde aber nicht umgesetzt (Stand: 2016).
Siehe auch: Integrationspolitik in Deutschland seit circa 2005
Siehe auch: „Fördern und Fordern“ in der Ausländer- und Integrationspolitik und Integrationsgesetz (Deutschland)
Zu Entwicklungen ab circa 2015 siehe auch: Flüchtlingskrise in Deutschland 2015/2016
Am 19. November 2018 legte das Bundesministerium des Innern, für Bau und Heimat einen Entwurf für ein Fachkräfteeinwanderungsgesetz vor. Das Gesetz soll die Einwanderung qualifizierter Arbeitskräfte aus Drittstaaten erleichtern. Der Entwurf wurde am 19. Dezember vom Kabinett gebilligt. Dieser Gesetzesentwurf enthielt nicht mehr, wie ursprünglich vorgesehen, Regelungen für eine Beschäftigungsduldung; diese Regelungen wurden getrennt als ein Entwurf für ein Beschäftigungsduldungsgesetz gefasst, das bis zum 30. Juni 2022 befristet sein soll.
Das Fachkräfteeinwanderungsgesetz wurde am 15. August 2019 als Teil des Migrationspakets erlassen (BGBl. I S. 1307).
Zu weiteren Entwicklungen ab 2022 siehe auch: Migrationspaket I (2022)
Im Januar 2025 erreichte ein von CDU und CSU vorgebrachter Entschließungsantrag zur Migration („Fünf-Punkte-Plan“) eine Mehrheit im Bundestag. Dieser Plan fordert: eine umfassende Zurückweisung von Asylsuchenden an den deutschen Grenzen, dauerhafte Grenzkontrollen, Möglichkeit der Inhaftnahme nachvollziehbar Ausreisepflichtiger, eine Begrenzung des Familiennachzugs sowie die Möglichkeit einer unbefristeten Inhaftnahme ausreisepflichtiger Straftäter und Gefährder, bis sie freiwillig ausreisen oder die Abschiebung vollzogen werden kann. Einen Gesetzentwurf für ein Zustrombegrenzungsgesetz lehnte der Bundestag am 31. Januar 2025 mit knapper Mehrheit ab.

#### Migrationsübereinkommen seit der Wiedervereinigung
Seit den 1990er Jahren hat Deutschland zahlreiche Abkommen abgeschlossen, die vor allem die Rückübernahme betreffen. Weitere Vereinbarungen wurden zur Gewinnung von Fachkräften getroffen, etwa im Kontext der Triple-Win Migration. 2022 und 2023 wurden Migrations- und Mobilitätsabkommen mit Indien und mit Georgien unterzeichnet. Hinzu kamen weitere Vereinbarungen mit anderen Staaten, darunter mit Marokko und mit Kolumbien.

#### Mobilitätsberatung
Die Bundesagentur für Arbeit berät remigrationswillige ausländische Arbeitnehmer aus denjenigen Anwerbestaaten, die nicht zur EU gehören, im Rahmen der Mobilitätsberatung über Chancen und Risiken einer Reintegration im Herkunftsland. Die Qualität der Beratung ist jedoch stark abhängig von der fachlichen Kompetenz der jeweiligen Berater.

#### Staatsangehörigkeitsgesetz
Schon das Gesetz zur Neuregelung des Ausländerrechts vom Januar 1991 ermöglichte speziell der ersten und zweiten Gastarbeitergeneration, über Regelansprüche auf Einbürgerung (in der Regel) die deutsche Staatsangehörigkeit unter erleichterten Bedingungen zu erwerben. Die Ansprüche wurden zunächst auf fünf Jahre befristet.
1993 entstand durch Reform das Staatsangehörigkeitsgesetzes erstmals ein rechtlicher Anspruch auf Einbürgerung. Voraussetzung waren 15 Jahre rechtmäßiger und dauerhafter Aufenthalt in der Bundesrepublik. Für Jugendliche im Alter zwischen 16 und 23 Jahren galt eine Fristverkürzung auf 8 Jahre.
Die bisherigen Regelansprüche auf Einbürgerung im Ausländergesetz wurden umgewandelt in unbedingte Ansprüche (ist auf Antrag einzubürgern), welche fortan unbefristet gelten.
Integration ist zu verstehen als gesamtgesellschaftliche Aufgabe, Gesetze allein können sie nicht herbeiführen. Trotzdem versuchte die Bundesregierung im Jahre 2000 mit Einführung des Staatsangehörigkeitsrechts, dem Faktum der aktuell beobachtbaren und absehbar zunehmenden Einwanderung Rechnung zu tragen. Ziel war es, die Möglichkeiten der gesellschaftlichen Teilhabe und der politischen Willensbildung (Partizipation) zu stärken. Das Gesetzeswerk schließt die Kluft zwischen der gesellschaftlichen Wirklichkeit von derzeit 7,3 Millionen in Deutschland dauerhaft sesshaften Ausländern und deren rechtlicher Zugehörigkeit.
Zwei Neuregelungen machen den Kern des Gesetzes aus: Zum einen die Ergänzung des aus der Kaiserzeit stammenden Abstammungsprinzips, dem ius sanguinis (Blutsrecht), durch den Erwerb der Staatsangehörigkeit durch Geburt, dem Geburtsortsprinzip (ius soli), um die Integration zu fördern. Seitdem können in Deutschland geborene Kinder ausländischer Eltern mit der Geburt die deutsche Staatsangehörigkeit erhalten und wachsen gleichberechtigt auf – allerdings wurde im Zuge eines Kompromisses zwischen den politischen Parteien die Optionspflicht eingeführt, die es ihnen vorschrieb, sich nach Vollendung des 18. Lebensjahres zwischen der deutschen Staatsangehörigkeit und derjenigen der Eltern zu entscheiden. Zum anderen kam es zur Verkürzung der Einbürgerungsfrist von 15 auf acht Jahre. Wer in diesem Zeitraum dauerhaft und rechtmäßig in Deutschland wohnt, erwirbt einen Anspruch auf Einbürgerung (Anspruchseinbürgerung). Weitere Voraussetzungen sind ein Bekenntnis zur deutschen Verfassung, ausreichende Kenntnisse der deutschen Sprache, Straflosigkeit und die selbständige Finanzierung des eigenen Lebensunterhalts. Eine Extremistenklausel wurde als Versagungsgrund aufgenommen.
Mit der Staatsbürgerschaft erhalten die Betroffenen uneingeschränkte Bürgerrechte wie Wahlrecht, Freizügigkeit, das Recht auf freie Berufswahl oder den Schutz vor Auslieferung und Ausweisung. Zum anderen unterliegen sie dann auch beispielsweise der Wehrpflicht.
Mehrstaatigkeit beschreibt den Besitz der Staatsangehörigkeit mehrerer Staaten durch eine Person (Mehrstaater oder Doppelstaater). Dieses Verhältnis kann Fragen zu komplexen Themen wie dem Wehrdienst aufwerfen. Die Aufgabe der ursprünglichen Staatsangehörigkeit kann auch mit erheblichen Nachteilen verbunden sein. Im Fall von Türkei und Jugoslawien wirkt sich der Wechsel erheblich beim Erbrecht aus. Integrationshindernd ist auch die Auflage, dass ausländische Partner bei gemischten Ehen vor der Einbürgerung die ursprüngliche Staatsbürgerschaft aufgeben.
Mehrstaatigkeit erlaubt das Gesetz nur in Härtefällen, wenn zum Beispiel von dem anderen Staat unüberwindbare Hürden gegen die Entlassung aus einer Staatsangehörigkeit aufgebaut werden. Dies kann die Nichtaushändigung wichtiger Papiere sein. Ansonsten haben sich Betroffene, die nach dem Geburtsrecht sowohl eine deutsche als auch die Staatsangehörigkeit ihrer ausländischen Eltern haben, im Alter von 18 und 23 Jahren für eine der beiden Staatsangehörigkeiten zu entscheiden.
2003 behielten 41 % der Eingebürgerten ihre frühere Staatsangehörigkeit. Schätzungsweise stellen Aussiedler den größten Anteil an Doppelstaatern. Diese Gruppe wird zwar nicht statistisch erfasst, doch teilte das Bundesministerium des Innern 2002 mit, dass zwischen 1993 und 2000 etwa 1,2 Millionen
Aussiedlern eine doppelte Staatsbürgerschaft zugebilligt wurde. Laut Schätzung des Bundesministeriums des Innern leben 2005 in Deutschland insgesamt mindestens zwei Millionen Mehrstaater.
Mehr als die Hälfte der in Deutschland wohnenden Ausländer sind schon länger als acht Jahre im Lande. Deshalb hat sich die Zahl der Anspruchsberechtigten auf eine Einbürgerung mit den Änderungen des deutschen Staatsangehörigkeitsrechts deutlich erhöht. Der damalige Bundesminister des Innern, Otto Schily, betonte, die Reform bringe den Willen der Deutschen zum Ausdruck, das friedliche Zusammenleben aller Menschen, unabhängig von ihrer kulturellen Herkunft, zu fördern. Dennoch macht die kollektive Erinnerung der Alteingesessenen an das von der bis dato betriebenen Ausländerpolitik verstärkte Gefühl der Einwanderer, unerwünscht zu sein, schwierig, die alte Staatsbürgerschaft aufzugeben.
2000 bis 2002 kam das Geburtsrecht in 117.425 Fällen zur Anwendung. Bis 1990 erfolgten jährlich zwischen 10.000 und 20.000 Einbürgerungen. 2000 lag die Zahl der Einbürgerungen bei 186.688. Seitdem ist die Zahl wieder rückläufig, 2003 wurden 140.731 Ausländer eingebürgert. Es beantragten 2003 unter anderem insgesamt 56.244 Türkischstämmige, 9.440 Iraner und 5.504 Bürger des ehemaligen Jugoslawien erfolgreich die Staatsbürgerschaft.
Der Zugang zu vielen sozialen, nicht politischen Angeboten ist für Einwanderer inzwischen auch ohne deutsche Staatsbürgerschaft möglich.

#### Mikrozensus
Die amtliche Statistik ausländischer Bevölkerungsanteile hat nur eine eingeschränkte Aussagekraft. Die Statistik gibt keinen Aufschluss, ob ein Ausländer nun eingewandert oder in Deutschland geboren ist. Bekannt ist jedoch, dass 2004 1,4 Millionen (21 Prozent) der 6,7 Millionen als Ausländer geführten Personen ihren Geburtsort in Deutschland haben.
Zudem unterscheidet die Statistik bei deutschen Staatsangehörigen nicht zwischen Personen mit und ohne Migrationshintergrund. Darunter fallen etwa Aussiedler, Spätaussiedler oder Eingebürgerte. Zwischen 1970 und 2004 wurden allein schon etwa 1,5 Millionen Einbürgerungen vorgenommen.
Zum Zwecke der besseren Beschreibung von Bevölkerungsstruktur und Integration führte der Gesetzgeber 2005 das Mikrozensusgesetz ein. Demnach werden im Mikrozensus neben der aktuellen Staatsangehörigkeit auch die eventuell vormalige Staatsangehörigkeit und das Jahr der Einbürgerung erfasst. Zusätzlich werden alle vier Jahre Angaben zur Staatsangehörigkeit der Eltern erhoben, falls diese nach 1960 einen dauerhaften Aufenthalt in Deutschland haben oder hatten. Die Merkmale sind das Zuzugsjahr, die ehemalige Staatsangehörigkeit sowie das Einbürgerungsjahr, wenn eine Einbürgerung stattgefunden hat.

## Entwicklung der Luxemburger Ausländerpolitik
Die Migrationspolitik zielte bis zum Zweiten Weltkrieg auf eine ständige Rotation von ausländischen meist italienischen Arbeitern. Die Höhe der Zuwanderung wurde nicht durch politische Regeln gesteuert, sondern folgte den wirtschaftlichen Entwicklungen. 1948 wurde ein Anwerbeabkommen mit Italien abgeschlossen, das restriktiv war und keinen Familiennachzug gewährte. Ab 1960 wanderten erste portugiesische Migranten ein und 1970 wurde mit Portugal ein Arbeitskräfteabkommen geschlossen, das auch schon die demografische Entwicklung der Luxemburger Bevölkerung berücksichtigte und den Familiennachzug erlaubte. Die Zuwanderer sollten wie die Luxemburger „weiß und katholisch“ sein, daher wurden keine Abkommen mit nordafrikanischen Ländern abgeschlossen. 2008 wurde ein umfassendes Einwanderungsgesetz und ein Integrationsgesetz verabschiedet. EU-bürger genießen Freizügigkeit, während für Drittstaatler Erleichterungen für Hochqualifizierte und andererseits eine strenge Prüfung und Begrenzung für alle anderen Einwanderungswilligen gilt. Die Arbeitslosenquote der Ausländer ist zwar höher als die der Luxemburger dagegen liegt die Erwerbstätigkeit aufgrund der jüngeren Altersstruktur deutlich höher.
Aufgrund der im Vergleich zu Luxemburg günstigen Mieten in den strukturschwachen Grenzregionen ist die Zahl der ausländischen Pendler (Frontaliers) aus Frankreich, Deutschland und Belgien bis ins Jahr 2014 auf 160.000 bzw. 44 Prozent der Erwerbsbevölkerung angestiegen.

## Entwicklung der Österreichischen Ausländerpolitik
Mit dem Allgemeinen Bürgerlichen Gesetzbuch trat die Kodifizierung der Rechte und Pflichten der Staatsbürger in den deutschen Erbländern des Kaisertums Österreich 1812 in Kraft, das erstmals festlegte welche Rechte Fremden zukamen.

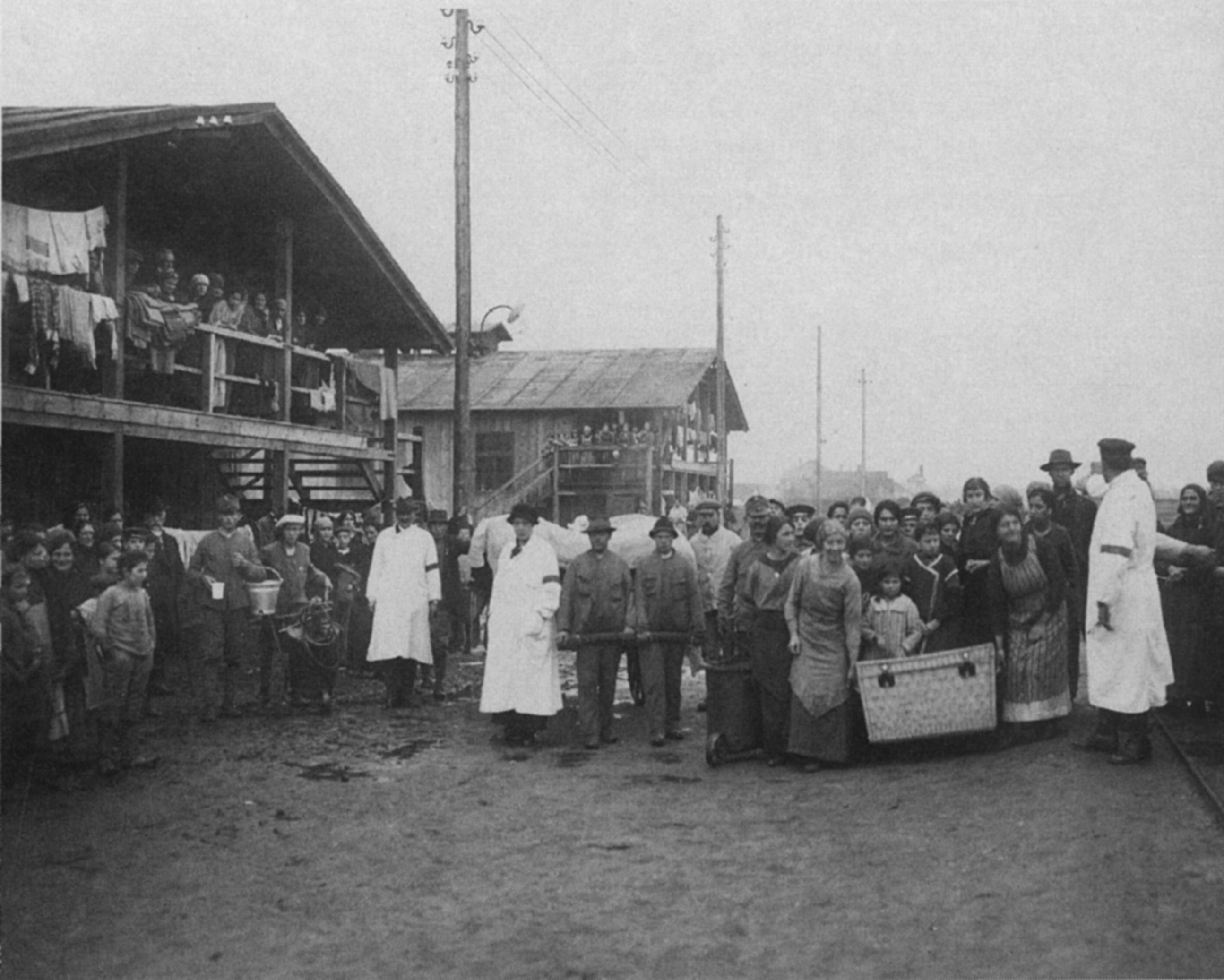
Flüchtlingslager Wagna, 1914

Während des Ersten Weltkrieges evakuierte die österreichische Militärverwaltung wegen des Generalverdachts der Spionage und des nationalen Minderheitenwiderstandes die lokale Bevölkerung in den Aufmarschgebieten. Deportierte, Evakuierte und Flüchtlinge wurden mehrheitlich in Böhmen, Mähren, Steiermark und Niederösterreich (speziell Wien) untergebracht. Als das Kaiserreich am Ende des Krieges zerfiel, betrieb die Republik Deutschösterreich eine Rückführungspolitik. Flüchtlingen aus Galizien und der Bukowina wurde die Option einer österreichischen Staatsbürgerschaft verwehrt. Das Staatsbürgerschaftsgesetz von 1918 machte zahlreiche Menschen staatenlos, darunter viele Juden. Erst ab 1925 wurde es möglich das Heimatrecht und die Staatsbürgerschaft zu erwerben, was aber den Besitz finanzieller Mittel voraussetzte.
In der Zwischenkriegszeit schloss Österreich Wanderverträge mit der Tschechoslowakei (1921), Ungarn (1926) und Deutschland (1928) ab, da durch den Zerfall der Habsburgermonarchie die traditionelle interne Arbeitsmigration durch die neuen Grenzen und Staatszugehörigkeiten beeinträchtigt wurde. Durch die Weltwirtschaftskrise wurde in den 1930er Jahren mit protektionistischen Maßnahmen die Arbeitsmigration erschwert.
Flüchtlinge aus den Ostblockstaaten wurden zwischen 1950 und 1989 von der Bevölkerung als Kämpfer für ihre persönliche und politische Freiheit verstanden und aufgeschlossen wahrgenommen. Besonders während des Ungarnaufstandes engagierten sich Privatpersonen mit dem Roten Kreuz und dem Bundesheer bei der Erstversorgung der Flüchtlinge. Die österreichische Regierung signalisierte die Bereitschaft zur humanitären Aufnahme von Flüchtlingen und positionierte das offizielle Österreich als Asylland für Kommunismusflüchtlinge während es als neutrales Land gleichzeitig die Beziehungen zu den Herkunftsländern pflegte. Parallel wurde betont, dass Österreich zu klein sei, und die internationale Staatengemeinschaft für die dauerhafte Ansiedlung der Flüchtlinge einstehen müsse.
In den 1950er Jahren wurden Wanderverträge mit Deutschland (1953), Dänemark, den Niederlanden, Frankreich und Schweden (1955), Belgien und Schweiz (1956), Italien (1958), Luxemburg (1959) und Finnland (1962) abgeschlossen, die keine Anwerbung, sondern den numerisch begrenzten Austausch von Gastarbeitern vorsah. Als während des Nachkriegsbooms Arbeitskräfte knapp wurden, trat Österreich erst spät in die internationale Anwerbepolitik ein. 1962 durch einen Vertrag mit Spanien, 1964 mit der Türkei und 1965/66 mit Jugoslawien. Die Sozialpartner hatten zuvor im Raab-Olah-Abkommen, die Stabilität von Preisen und Löhnen, die Kontingentierung der Arbeitsmigration und die zeitliche Befristung (Rotation) in Anlehnung an die Saisonarbeitserfahrung vereinbart. Zunächst wurde unkritisch der NS-Begriff Fremdarbeiter übernommen, der Anfang der 70er durch Gastarbeiter und später ausländischer Arbeitnehmer ersetzt wurde. In den wissenschaftlichen und medialen Diskursen war auffällig, dass „Gastarbeiter“ fast ausschließlich mit „Problemen“ thematisiert wurden.

## Entwicklung der Schweizer Ausländerpolitik
Durch die frühe Industrialisierung der Schweiz wurden 1890 erstmals mehr Einwanderer als Auswanderer gezählt. 1914 zu Beginn des Ersten Weltkrieges lebten rund 600.000 Ausländer in der Schweiz, was einem Bevölkerungsanteil von 15 % entsprach. Die meisten Migranten kamen aus Deutschland, Italien und dem damaligen Österreich-Ungarn. Gesetze zur Begrenzung der Zuwanderung gab es damals nicht. Obwohl die liberalen Grundsätze der Handels-, Gewerbe- und Niederlassungsfreiheit der Schweiz Wohlstand brachten, wuchs die Angst vor Überfremdung und Verfall traditioneller Werte. 1917 wurde die Fremdenpolizei eingeführt, da Arbeiter die Konkurrenz fürchteten und der Mittelstand sich von der deutschen Elite bedroht fühlte. Ab 1921 mussten Ausländer eine Arbeitsbewilligung vorweisen, wenn sie in der Schweiz wohnen wollten.
1931 wurde das Bundesgesetz über den Aufenthalt und die Niederlassung von Ausländern (ANAG) und 1934 das Saisonnierstatut eingeführt, das den Aufenthalt von Saisonarbeitskräften regelte.
Die rund 24 Prozent Ausländeranteil an der Gesamtbevölkerung bedeuten europaweit gesehen einen Spitzenwert. Dabei ist der Anteil in den französischsprachigen Kantonen tendenziell etwas höher als in der Deutschschweiz, welche die Bevölkerungsmehrheit darstellt. In der Schweiz ist eine politische Kontroverse im Gang: Es gibt Kreise, die der Auffassung sind, dieser Ausländeranteil dürfe nicht mehr weiter ansteigen. Da das Land an das Abkommen über den freien Personenverkehr mit der EU angeschlossen ist, könnte eine Stabilisierung des Anteils nur über Personen aus Drittstaaten erfolgen. Die Auffassung der Gegenseite läuft darauf hinaus, eine angeblich vergleichsweise restriktive Einbürgerungspolitik für den hohen Ausländeranteil verantwortlich zu machen. Rechtsbürgerliche Kreise wehren sich derzeit mit einer Volksinitiative dagegen, diese Einbürgerungspolitik zu liberalisieren, weil sie das Argument für falsch halten. Wer mit zwei aus Afrika stammenden Spielern Fußball-Länderspiele bestreite, könne wohl kaum eine restriktive Einbürgerungspolitik haben, heißt es. Die Schweiz kann diesbezüglich nicht mit Frankreich oder Großbritannien, wo solches normaler ist, verglichen werden, weil sie keine Vergangenheit mit außereuropäischen Kolonien aufweist. Im Asylbereich bemüht sich das Land, dem humanitären Völkerrecht gerecht zu werden, wobei die Asylgesetzgebung kürzlich gegen Missbräuche verschärft wurde. Man ist dem Dubliner Übereinkommen angeschlossen.
Mit Artikel 100 Ausländergesetz („Internationale Verträge“) wurde mit Wirkung zum 1. Januar 2008 die Grundlage für „Migrationspartnerschaften“ gelegt, bei der verschiedene Aspekte der Migration – einschließlich: Nutzung der Migration und der Anwerbung, humanitäre Aspekte, Rückkehr und Reintegration – durch bilaterale Partnerschaften mit anderen Ländern geregelt werden. „Migrationspartnerschaften“ bestehen mit Bosnien-Herzegowina, Serbien, Kosovo, Nigeria, Tunesien und Sri Lanka (Stand: Mai 2019).
Am 9. Februar 2014 stimmte die Schweizer Bevölkerung der von der SVP eingereichten Eidgenössische Volksinitiative «Gegen Masseneinwanderung» zu, welche – in Verletzung des Abkommens mit der EU über den freien Personenverkehr – die Einwanderung von ausländischen Personen auch aus dem EU-Raum begrenzt hätte. Um die bilateralen Verträge mit der EU und damit den Zugang zum EU-Binnenmarkt nicht aufs Spiel zu setzen, wurden keine Höchstzahlen und Kontingente beschlossen, sondern man einigte sich auf die bevorzugte Einstellung von arbeitslosen Schweizern und ähnliche Maßnahmen. 2018 reichte die SVP die Eidgenössische Volksinitiative «Für eine massvolle Zuwanderung», auch Begrenzungsinitiative oder Kündigungsinitiative genannt, ein. Damit soll verbindlich das Ende der Personenfreizügigkeit mit den EU-Staaten beschlossen werden. Das hätte deutlich höhere Rekrutierungskosten für die Schweizer Unternehmen zur Folge und das Ausscheiden aus dem EU-Binnenmarkt wäre für die Schweiz vorgezeichnet, da für die EU schon beim Brexit die Personenfreizügigkeit ein nicht verhandelbarer Bestandteil des Binnenmarktes war. Die Initiative wurde in der Volksabstimmung vom September 2020 abgelehnt.

## International
Mit dem Globalen Pakt für eine sichere, geordnete und reguläre Migration (GCM) verpflichten sich die Unterzeichnerstaaten, gemeinsam darauf hinzuwirken, dass die Situation potenzieller Migranten in den Herkunftsländern auskömmlicher gestaltet wird, damit sie nach Möglichkeit dort bleiben können, und dass zugleich auch im Falle einer Migration ihre Menschenrechte gewahrt werden. Der GCM ist eine rechtlich unverbindliche politische Willenserklärung.

### Preußen
- Klaus J. Bade: Geschichte der Ausländerpolitik. In: Europa in Bewegung – Migration vom späten 18. Jahrhundert bis zur Gegenwart. 2000.
- Mark Terkessidis: Migranten. Europäische Verlagsanstalt, 2000.
- Theodor von der Goltz: Die ländliche Arbeiterklasse und der preußische Staat. Jena 1893.

### Bundesdeutsche Ausländerpolitik
- Klaus J. Bade: Von Unworten zu Untaten. Kulturängste, Populismus und politische Feindbilder in der deutschen Migrations- und Asyldiskussion zwischen ›Gastarbeiterfrage‹ und ›Flüchtlingskrise‹. In: Institut für Migrationsforschung und Interkulturelle Studien (Hrsg.): 25 Jahre IMIS: Jubiläumsveranstaltung am 29. Mai 2015. Osnabrück Februar 2016, S. 37–171 (uni-osnabrueck.de [PDF; abgerufen am 7. Dezember 2021]).
- Klaus J. Bade: Ausländer- und Asylpolitik in der Bundesrepublik Deutschland. Grundprobleme und Entwicklungslinien. 2001 (fes.de [abgerufen am 12. September 2010]).
- Klaus J. Bade (Hrsg.): Auswanderer, Wanderarbeiter, Gastarbeiter. Bevölkerung, Arbeitsmarkt und Wanderung in Deutschland seit der Mitte des 19. Jahrhunderts. Band 2. Ostfildern 1984.
- Klaus J. Bade: Vom Auswanderungsland zum Arbeitseinfuhrland: kontinentale Zuwanderung und Ausländerbeschäftigung im späten 19. und frühen 20. Jahrhundert.
- Karl-Heinz Meier-Braun: Integration oder Rückkehr? S. 18 ff.
- Karl-Heinz Meier-Braun: Auf dem Weg zur multikulturellen Gesellschaft?
- Karl-Heinz Meier-Braun/Reinhold Weber: Deutschland Einwanderungsland. Begriffe – Fakten – Kontroversen. Stuttgart 2017.
- Dieter Oberndörfer: Zuwanderung nach Deutschland – Eine Bilanz. In: Rat für Migration e. V. (Hrsg.): Politische Essays zu Migration und Integration. Band 2, 2007 (rat-fuer-migration.de [PDF; 191 kB; abgerufen am 12. September 2010]).
- Kien Nghi Ha: Die kolonialen Muster deutscher Arbeitsmigrationspolitik. In: Encarnación Gutiérrez Rodríguez/Hito Steyerl (Hrsg.): Spricht die Subalterne deutsch? Postkoloniale Kritik und Migration. Unrast, Münster 2003, S. 56–107.
- Ulrich Herbert: Geschichte der Ausländerpolitik in Deutschland. Saisonarbeiter, Zwangsarbeiter, Gastarbeiter, Flüchtlinge. Beck, München 2001.
- Bundesministerium des Innern (Hrsg.): Zuwanderung gestalten. Integration fördern. Bericht der Unabhängigen Kommission Zuwanderung. Berlin 2001.
- Jürgen Leibold: Immigranten zwischen Einbürgerung und Abwanderung. Eine empirische Studie zur bindenden Wirkung von Sozialintegration. Göttingen 2007 (gwdg.de [abgerufen am 12. September 2010]).
- Friedrich Heckmann: Die Bundesrepublik: Ein Einwanderungsland? Klett-Cotta, Stuttgart 1981.

### Ausländergesetz
- H. Rittstieg: Das neue Ausländergesetz. Verbesserungen und neue Probleme. In: K. Barwig u. a. (Hrsg.): Das neue Ausländerrecht. Baden-Baden 1991.
- Kommentar: H. H. Heldmann: Ausländergesetz, 1991, Frankfurt a. M. 1991; vgl. K. Sieveking: Ausländerrecht und Ausländerpolitik 1990 (Zentrum für Europäische Rechtspolitik an der Universität Bremen), Bremen 1991